# Émile Prisse d'Avennes
Achilles Constant Théodore Émile Prisse d'Avennes (Avesnes-sur-Helpe, 27 gennaio 1807 – Parigi, 16 febbraio 1879) è stato un egittologo francese.
È considerato, dopo Champollion, uno tra i più importanti egittologi del XIX secolo. 

## Biografia
Studiò ingegneria e architettura, combatté nel 1828 con i Greci contro i Turchi durante la Campagna di Morea, lavorò in India e Palestina ed inoltre fu anche giornalista e fondatore della Revue orientale et algérienne.
Brillante ingegnere civile ed architetto, lavorò successivamente per Mehmet Ali nel campo civile in Egitto; fu inviato successivamente a Damietta alla Scuola di fanteria come professore di fortificazioni. Si dedicò all'esplorazione delle antichità del Delta del Nilo, studiò l'arabo ed imparò a decifrare i geroglifici. Nel 1836 diede le dimissioni dall'icarico di professore, si trasferì quindi in Nubia, ad Abu Simbel e poi a Luxor dove cambiò il suo nome in Idriss Effendi e decise di dedicarsi completamente all'archeologia.

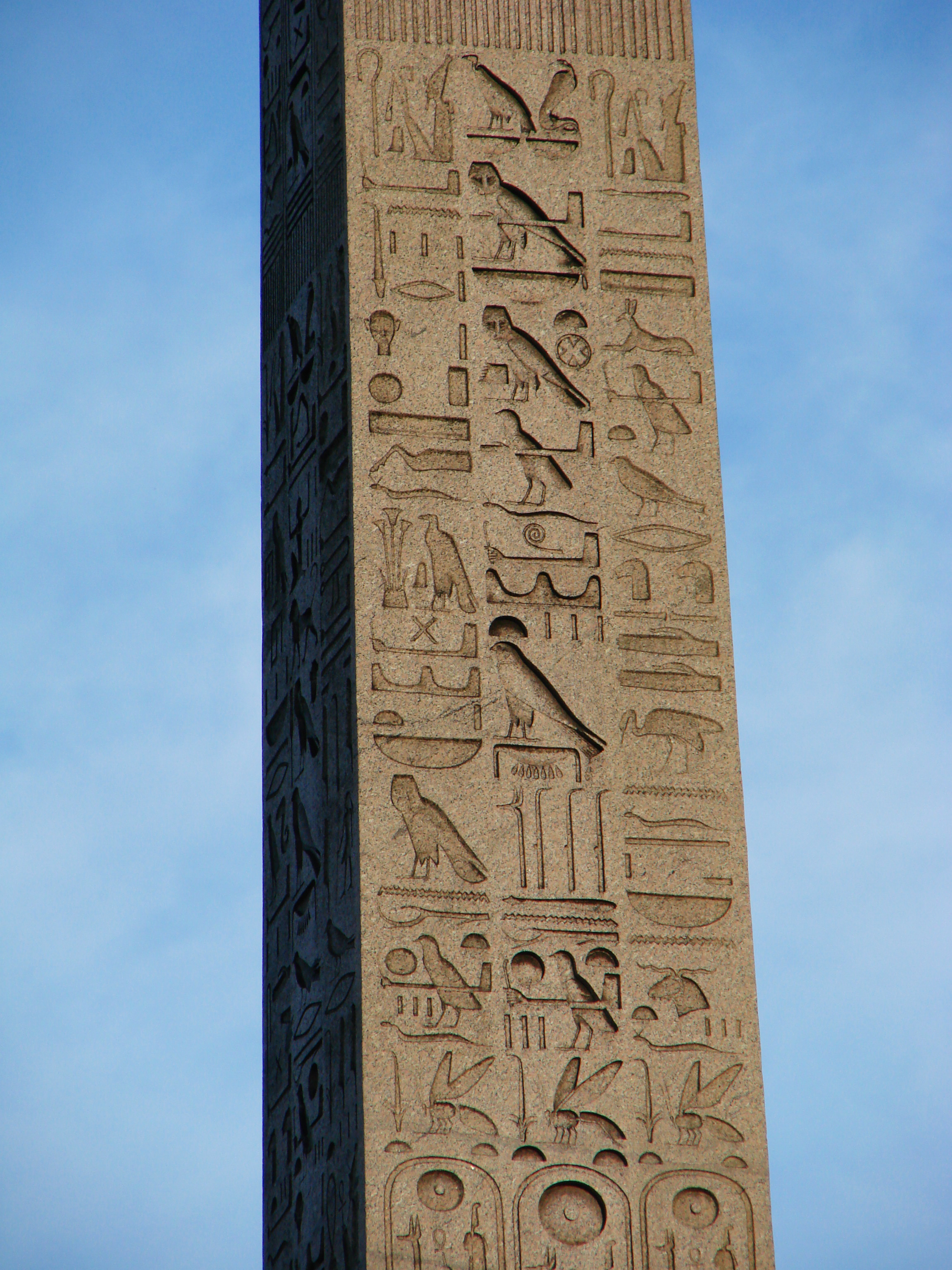
Obelisco di Luxor, oggi a Parigi, in Place de la Concorde

A Luxor acquistò una villa e una barca a vela per navigare sul Nilo. Nel 1843 quando venne a conoscenza delle intenzioni di Lepsius che intendeva prelevare il tempio giubilare di Thutmose III a Karnak,
diede incarico a degli operai di segare in blocchi e asportare, nottetempo, dal tempio i bassorilievi della Sala degli antenati e si impossessò anche della stele di Bakhtan; fece imbarcare tutto e partì per il Cairo. Tornò in patria con i reperti e offrì alla Francia la Sala degli antenati e un papiro di notevoli dimensioni da lui comprato da un contadino. Il Papiro Prisse, oggi alla Biblioteca Nazionale di Parigi, è considerato il testo più antico esistente, risale infatti al 3300 a.C. Abile disegnatore portò anche  numerosi disegni dettagliati sulle decorazioni dei templi e sui costumi islamici. Realizzò accurati studi sulla ricostruzione del tempio di Karnak, del sito di File e dell'obelisco di Luxor, oggi a Parigi in Place de la Concorde. Notevole la planimetria della piana di Giza.
La sua opera più importante è L'Atlas de l'Histoire de l'Art Égyptien d'après les monuments, depuis les temps les plus reculés jusq'à la domination romaine. In quest'opera sono compresi sia gli Insegnamenti di Ptah Hotep presenti nel Papiro Prisse e parte degli Insegnamenti per Kagemni risalenti entrambi all'Antico Regno.
Emile Prisse d'Avennes tornò in Egitto nel 1858 e, avendo capito la caducità dei monumenti, realizzò numerosi disegni dalla Valle del Nilo ad Abu Simbel, da Luxor alle tombe tebane reali e dei nobili, lasciandoci un patrimonio artistico notevole.